# Jai Hindley
Jai Hindley (Perth, 5 de maio de 1996) é um ciclista profissional australiano que atualmente corre para a equipa Team Sunweb.

## Palmarés
- 2016
- Grande Prêmio Capodarco

- 2017
- Toscana-Terra di ciclismo-Coppa delle Nazioni
  - 1 etapa do Giro Ciclistico d'Italia
- Tour de Fuzhou, mais 1 etapa

- 2020
- Herald Sun Tour, mais 2 etapas
  - 2.º no Giro d'Italia, mais 1 etapa

## Resultados em Grandes Voltas e Campeonatos do Mundo
| Corrida            | Corrida            | 2017 | 2018 | 2019 | 2020 |
| ------------------ | ------------------ | ---- | ---- | ---- | ---- |
|                    | Giro d'Italia      | —    | —    | 35.º | 2.º  |
|                    | Tour de France     | —    | —    | —    | —    |
|                    | Volta a Espanha    | —    | 32.º | —    | —    |
| Mundial em Estrada | Mundial em Estrada | —    | —    | —    | Ab.  |

—: não participa 

Ab.: abandono 